# Mycaranthes clemensiae
Mycaranthes clemensiae là một loài thực vật có hoa trong họ Lan. Loài này được (Leav.) Cootes & W.Suarez mô tả khoa học đầu tiên năm 2008.